# 7959 Alysecherri
7959 Alysecherri este o planetă minoră (asteroid) din centura de asteroizi. A fost descoperită pe 2 august 1994 la Catalina Station⁠(d) de Carl W. Hergenrother⁠(d). 
Obiectul prezintă o orbită caracterizată de o semiaxă mare de 1,943128 UAi, o excentricitate de 0,09, o înclinație de 19,26419 ° în raport cu ecliptica.